# 가게야마 히로노부
가게야마 히로노부(影山ヒロノブ, 1961년 2월 18일~ )는 오사카부 출신의 남성 가수, 작사자, 작곡가로 솔리드 복스(SOLID VOX)소속이다. 본명은 쓰는 방식만 다르고 읽는 것은 동일하며(景山 浩宣) 레이지 시절에도 이 이름을 썼다. 작곡을 할 때에는 성과 이름을 거꾸로 적으며 『애니송의 프린스』란 별칭과 『나니와의 애니송 가수』란 이름으로 유명하다. 기본적으로 애칭은 가게짱(影ちゃん)이지만 잼 프로젝트 내에서는 장로(長老)로 불린다.
현재는 가수, 작곡자 및 프로듀서 겸 솔리드 복스(SOLID VOX)의 대표 겸 소속 아티스트이다.

## 약력
집안은 이발소를 했다고 하며 16세 때 레이지를 결성, 당시 미쉘이란 애칭을 썼다. 아사히 방송의 「헬로 영」에 출연해 사회를 맡은 카마야츠 히로시로부터 인정을 받아 멤버 전원이 상경, 1977년에는 베이 시티 롤러스의 포고를 포함해 프로로 데뷔하고 히트곡 『붉은 두건씨를 조심해』(赤頭巾ちゃん御用心)가 나오는 등 순조로운 활동을 하다가 1981년 5월에 해체, 같은 해 10월에 현재의 예명으로 도쿠마음악공업(현 도쿠마 Japan Communications)을 통해 솔로로 나서게 된다.
1985년에 일본 콜롬비아(현 콜롬비아 뮤직 엔터테인먼트)로 이적해「KAGE」라는 이름으로『전격전대 체인지맨』(電撃戦隊チェンジマン)의 주제가를 부르면서 오리지널 곡 이외에도 애니메이션, 특수촬영물의 주제가를 부르게 된다. 애니송 가수로서는 늦은 출발임에도 불구하고 1989년에 부른 애니메이션 『드래곤볼 Z』(ドラゴンボールZ)의 오프닝곡인 『CHA-LA HEAD-CHA-LA』가 130만장이 팔리는 것을 기록, 1991년의 『조인전대 제트맨』(鳥人戦隊ジェットマン)은 일본 골든디스크 대상의 [앨범상 학예 부분]을 수상하기도 해, 단박에 인기가 급상승, 같은 해 발매한 오리지널 싱글인 『스키스키스키』(好き好き好き)가 40만장 이상 팔리기는 기록을 세웠다. 이 일로 인해 이름이 알려져 애니송의 제왕 자리에 오를 수 있게도 되었다.
이후에는 레이지의 멤버인 이노우에 슌지가 설립한 레코드 회사인 『란티스』(ランティス)로 이적(전속은 아님)했으며 2000년에 결성된 Jam Project의 리더로도 활동하고 있다.

## 인물 정보
- 이지메의 구조의 저자인 모리구치 아키라와는 중학교 동창생이다[2].
- 본명이「가게야마(影山)」가 아닌「가게야마(景山)」인 것을 자신이 이상하게 여긴 적이 있어、부친에게 물어본 결과 「시마네 현 근처에 루트가 있지 않겠나?」라는 대답을 들었다(이 자체의 진상은 불명). 실제로 시마네를 방문할 때「가게야마」라는 문패가 많은 것을 보고 놀랐거나、현지 주변에서 열린 라이브 중 농담 섞인 질문을 할 때 몇몇 사람이「가게야마」란 성을 가지고 있다는 것이 발견되었다(2010년 1월 2일의 자스코 이온 헤이즈 점 라이브에서 본인이 발언한 것이다.).
- 슈퍼전대 시리즈내에서의 활동이 상당히 두드러지는 편으로 오프닝 주제가는 『전격전대 체인지맨』, 『광전대 마스크맨』, 『조인전대 제트맨』의 주제가를 담당했으며 이는 MoJo의 역대 기록과 동일한 수준이다.(코러스는 코오로기'73이 여러 작품에 출연한 바 있다.) 엔딩 주제가는 위의 3 작품에 인풍전대 허리켄저까지 담당함으로써 유일하게 4작품을 맡아 역대 톱을 달리고 있다. 토에이의 다른 3대 히어로 시리즈 중 하나인 메탈 히어로 시리즈에서는 철완탐정 로보타크의 주제가를 맡았다.
- 어린 시절에는 오사카 부 히라카타시에 있는 히라카타 공원에서 자주 놀았다고 한다.

## 기타 활동
이 이하의 활동은 위에서 서술하지 않았지만 그가 해온 여러 활동을 정리한 것이다.
- 「아코기는 홀로 하는 여행이다」(アコギな一人旅だぜ)라고 알려진 전국 순회 아코기 활동(주 : 아코기=어쿠스틱기타)
- 엔도 마사아키와 함께 콤비 유니트인 「강철형제」(鋼鉄兄弟)를 결성, 「강철1호」(鋼鉄1号)로 나오기도 했다.
- 1998년에 재결성된 레이지로도 활동. 다만 멤버가 2명 죽고 이러저러한 일이 있어서 현재는 사실상 활동 중지.
- 텔레비전에서는 위성방송인 키즈 스테이션에서 진행하는 애니송 관련 프로그램인 『아니파라 음악관』(アニぱら音楽館)의 진행을 맡음.
  - 그 안에서 JAM Project의 멤버인 엔도 마사아키, 키타다니 히로시와 함께 MANGATRIO로 활동
- 성우인 노가와 사쿠라의 음악활동을 프로듀스 하고 있음(노가와 사쿠라의 라이브 공연에 출연하는 일도 있음)[3]
- 2002년에는 스도 켄이치, 코노 요고, 쿠리야마 요시치카와 함께 TRY FORCE를 결성,(주로 란티스가 연관돼 있는 애니메이션 작품의 주제가나 BGM을 담당)
- 라디오 프로그램의 진행자로도 나섬(최근에는 란티스에서 제공하는 프로그램에 출연한 바가 있다.)
- 『아랑<GARO>』(牙狼<GARO>)에 성우로서 출연(미즈키 이치로, 스즈키 마사미와 공동으로 진행을 하는 『라디오 슈퍼로봇 혼』(ラジオ・スーパーロボット魂)의 라디오 드라마에서 성우로도 활동한 경험이 있음.)
- 2003, 2004, 2005, 2007년에 브라질의 Anime Friends같은 애니메이션 이벤트에 참가
- 2006년에 스페인, 한국 등지에서 열리는 이벤트에 참가해 라이브 공연을 하면서 전 세계적인 활동을 전개하기 시작
- 2007년 5월에 대만, 10월에 한국에 엔도 마사아키와 함께 입국해 라이브 공연을 함.
- 2008년 9월에 JAM Project로 한국에서 공연을 함.
- 2009년 매년 GW에 시모노세키시에서 열리는 「간류지마 피크닉 콘서트」가 인연이 되어서 「간류지마 페스티벌」실행위원회의 명예회장으로 취임.

## 주요 곡
여러 곡이 있지만 그가 솔로 활동을 하면서 참가한 곡 위주로 정리했으며 잘 알려진 곡 위주로 했다. 잼 프로젝트의 멤버로 활동한 곡은 JAM Project의 음반 목록 참조.

### 특수촬영물
- 전격전대 체인지맨(電撃戦隊チェンジマン, 전격전대 체인지맨 OP, KAGE 명의)
- NEVER STOP 체인지맨(NEVER STOP チェンジマン, 전격전대 체인지맨 ED, KAGE 명의)
- 싸워라! 체인지 로보(ファイト!チェンジロボ, 전격전대 체인지맨 삽입곡, KAGE 명의)
- 광전대 마스크맨(光戦隊マスクマン, 광전대 마스크맨 OP)
- 사랑의 전사(愛のソルジャー, 광전대 마스크맨 ED)
- 오라에 빛나라! 그레이트 파이브(オーラに輝け!グレートファイブ, 광전대 마스크맨 삽입곡)
- 5개의 마음으로 파이브 로보(5つの心でファイブロボ, 지구전대 파이브맨 삽입곡)
- 조인전대 제트맨(鳥人戦隊ジェットマン, 조인전대 제트맨 OP)
- 마음은 알(こころはタマゴ, 조인전대 제트맨 ED)
- 시간을 달리며(時を駆けて, 조인전대 제트맨 삽입곡)
- 제트 이카루스, 무적의 로봇!(ジェットイカロス無敵ロボ!, 조인전대 제트맨 삽입곡)
- 제트 가루다, 새의 로봇!(ジェットガルーダ鳥のロボ!, 조인전대 제트맨 삽입곡)
- 너가 있기에~JP&건 깁슨 우정의 테마(お前がいるから～JP＆ガンギブソン友情のテーマ～, 특수로봇 잰퍼슨 삽입곡)
- 출격하라! 은대장군(出たぞ!隠大将軍, 닌자전대 카쿠레인저 삽입곡)
- 진홍빛 투혼! 레드 펀쳐!(真っ赤な闘魂!レッドパンチャー!!, 초력전대 오레인저 삽입곡)
- 이루면 과연 로보탁!(なせばなるほどロボタック, 철완탐정 로보타크 OP)
- 비온 뒤 맑음, 맑은 뒤 미소(アメノチエガオ エガオノチハレ, 보이스랏가 ED)
- Dynamic Soul!!(백수전대 가오레인저 삽입곡)
- 지금 바람의 가운데에(今風の中で, 인풍전대 허리켄저 ED)
- 다이노 거츠는 멈추치 않아(ダイノガッツがとまらない, 폭룡전대 아바레인저 삽입곡)

### 애니메이션
- STAR DUST MEMORY(초시공기사단 서전크로스 삽입곡, 첫 애니메이션 송)
- 스타 더스트 보이즈(スターダストボーイズ, 우주함 사지타리우스 OP)
- 꿈의 광년(夢光年, 우주함 사지타리우스 ED)
- CHA-LA HEAD-CHA-LA(드래곤볼 Z 첫 OP)
- Heats(진 게타로보! 세계 최후의 날 2번째 OP)
- We Gotta Power(드래곤볼 Z 2번째 OP)
- 우리들은 천사였다(僕達は天使だった, 드래곤볼 Z 2번째 ED)
- 운명이라는 이름의 미로(運命という名の迷路, 남국소년 파프와군 삽입곡)
- Get The World(폭주형제 레츠&고!! WGP OP)
- Get Up! V MAGNUM(폭주형제 레츠&고!! 삽입곡)
- W-Infinity(기어전사 덴도 주제가, 「미에노 히토미 with 가게야마 히로노부」(三重野瞳 with 影山ヒロノブ)명의
- 성투사신화~솔져 드림~(聖闘士神話～ソルジャードリーム～, 성투사성시 2번째 OP)
- 꿈을 여행하는 사람(夢旅人, 성투사성시 2번째 ED)
- 귀신동자 젠키(鬼神童子ZENKI, 귀신동자 젠키 OP)
- 슈퍼 로봇 대전 OG~디바인 크루세이더
- 엠블렘 ~ 이름 없는 영웅들에게(エンブレム～名も無き英雄達へ～, 부활하는 하늘 -RESCUE WINGS- ED)
- SONIC DRIVE(소닉 X OP, 「가게야마 히로노부&타카토리 히데아키」(影山ヒロノブ＆高取ヒデアキ) 명의)
- 각오완료!(覚悟完了！, 각오의 스스메 ED)
- Soul of Rebirth~시대의 고동이 되어라~(Soul of Rebirth～時代の鼓動になれ~, 신세기 GPX 사이버 포뮬러 SIN 최종화 OP)
- POWER of LOVE(신세기 GPX 사이버 포뮬러 SIN 엔딩)[4]

### 게임
- 열풍! 질풍! 사이버스타!(熱風!疾風!サイバスター, 슈퍼 로봇대전 시리즈)
- 날개(翼, PC판 마브러브 얼터너티브 삽입곡)
- 풍운무쌍전(風雲無双伝, PC판 진 삼국무쌍 BB 이미지송)
- 나는 철저하게 멈추지 않는다!(俺はとことん止まらない!!, PS판 드래곤볼 Z3 OP)
- Super Survivor(PS2&Wii판 드래곤볼 Z Sparking! Meteor OP)

### 오리지널
- 오늘을 살아나가(今日を生きよう, 솔로 데뷔곡)
- 스키 스키 스키(好き好き好き)

### 커버링
- 만화가 아니아 -꿈을 잃어버린 낡은 지구인이여-(アニメじゃない -夢を忘れた古い地球人よ-, 「기동전사 건담ZZ」 OP 어레인지)
- Flying In The Sky(「기동무투전 G 건담」 1번째 OP 어레인지)
- Trust You Forever(「기동무투전 G 건담」 2번째 OP 어레인지)
- Stand Up To The Victory~투 더 빅토리~(STAND UP TO THE VICTORY～トゥ・ザ・ヴィクトリー～, 「기동전사 V건담」OP 어레인지, 미즈키 이치로와 함께 함)
- 버닝 러브(「초수기신 단쿠가」ED 어레인지)

### 기타
- 오징어먹물, 문어먹물(イカスミダ、タコスミダ, 무시마루Q)
- Super Robot Dynamites(빠칭코 기기 제조사인 산세이 R&D의 『CR초절합체SRD』 오리지널 메인 테마곡)

### 오리지널 앨범
- Broken Heart(1981년 12월 1일, 도쿠마 음악공업)
- It's LIVE Runnin(1982년 4월 1일, 도쿠마 음악공업)
- Born Again(1985년, 일본 콜롬비아)
- I'm in You(2000년 4월 26일, 란티스)
- Cold Rain(2005년 12월 7일, 란티스)
- 30years 3ounce(2007년 7월 25일, 란티스)[5]

### 베스트 앨범
- Eternity(1997년 8월 21일, 일본 콜롬비아)[6]
- GOLDEN☆BEST(2004년 12월 22일, 도쿠마 Japan Communications)

## 출연작품
- 특수촬영 TV 드라마 『보이스랏가』(ボイスラッガー, 1999년, 테레비 도쿄) 제 4화 게스트 ※ 본인역
- 특수촬영 TV 드라마 『아랑<GARO>』(牙狼<GARO>, 2005년, 테레비 도쿄) 마수령 자르바의 목소리
- 특수촬영 TV 드라마 『아랑<GARO>스페셜 백야의 마수』(牙狼<GARO>スペシャル 白夜の魔獣, 2006년 패밀리 극장) 마수령 자르바의 목소리

## 참고 사항
1. ↑  나니와는 오사카시를 가리키는 옛 이름
2. ↑  모리구치 아키라의 공식 블로그에서 나옴
3. ↑  단 2007년 8월에 발매된 그녀의 5번째 앨범은 가게야마가 프로듀스에 참가하지 않았음을 가게야마 자신의 홈페이지 일기에 남기기도 했다. 이는 그가 처음으로 맡은 프로듀싱을 맡은 일에 대한 일단락의 의미가 있다
4. ↑  SIN의 오프닝이기도 한 Pray 같은 경우 레이지 명의로 발표되어서 명단에서 제외되었다.
5. ↑  데뷔 30주년 기념 앨범
6. ↑  데뷔 20주년으로 그동안에 부른 곡을 CD 5장에 담음